# Grzymałów (Natura 2000)

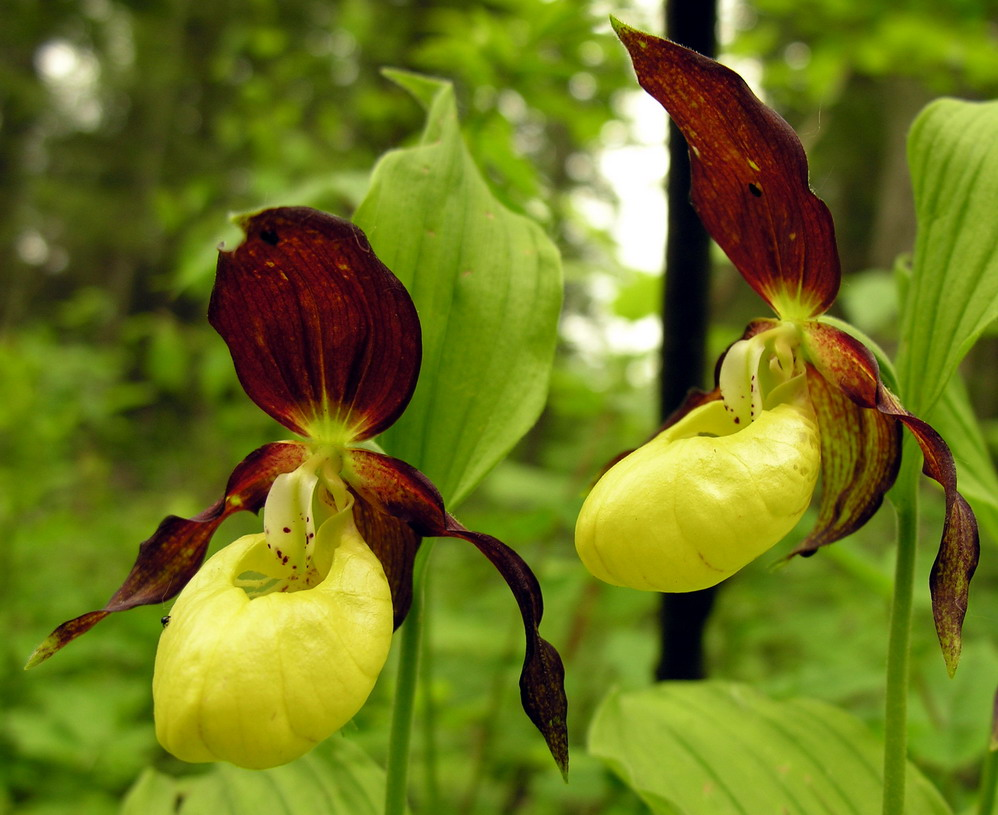
Obuwik pospolity

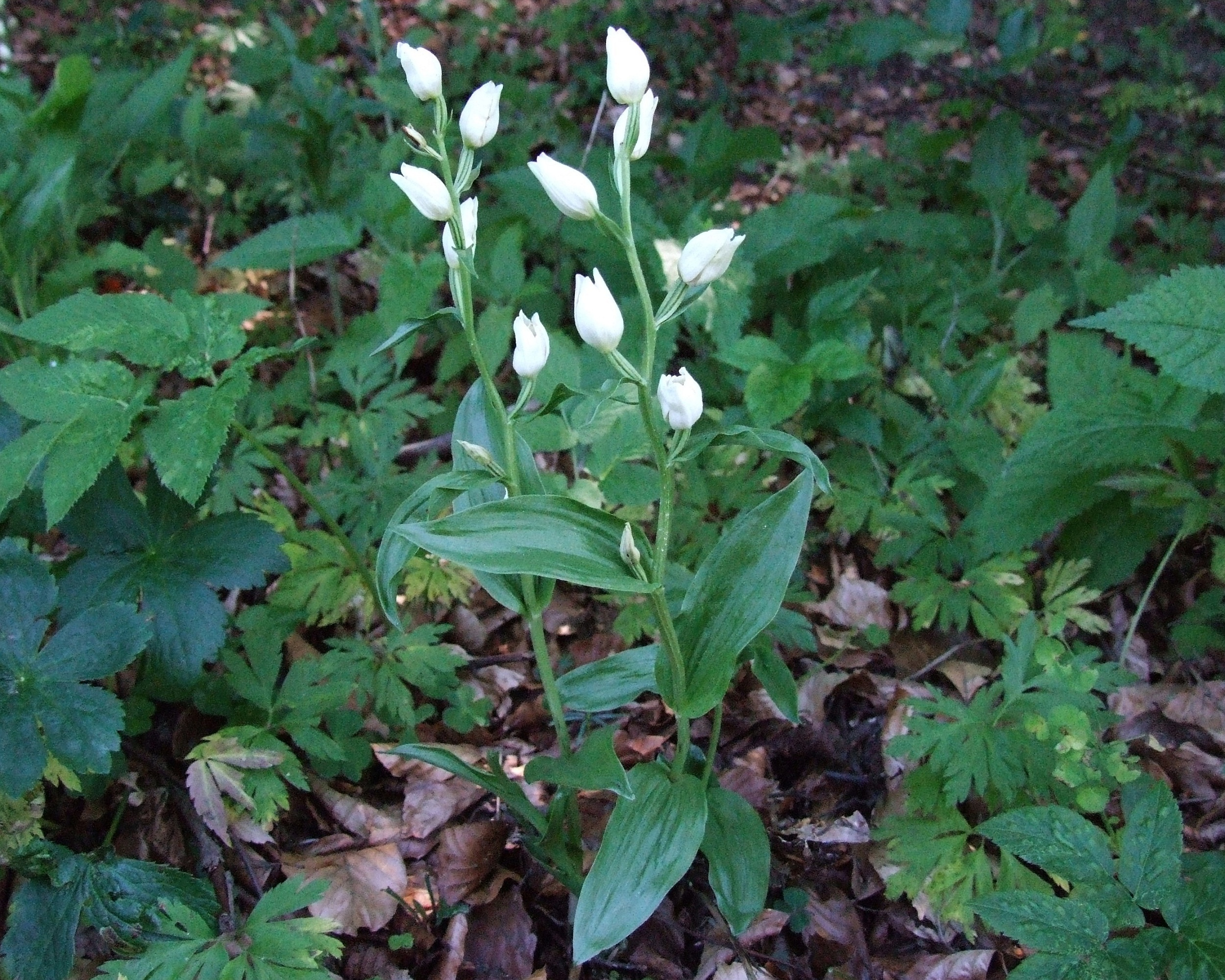
Buławnik wielkokwiatowy

Grzymałów (PLH120053) – projektowany specjalny obszar ochrony siedlisk, aktualnie obszar mający znaczenie dla Wspólnoty, położony na Wyżynie Miechowskiej, na terenie gminy Słaboszów, na północ od Grzymałowa, o powierzchni 15,23 ha.
Obszar ten leży w granicach Obszaru Chronionego Krajobrazu Wyżyny Miechowskiej.
W obszarze podlegają ochronie dwa siedliska z załącznika I dyrektywy siedliskowej:
- murawa kserotermiczna (Inuletum ensifoliae)
- grąd (Tilio-Carpinetum)

Występuje tu obuwik pospolity (Cypripedium calceolus) – gatunek z załącznika II.
Dodatkowo, występują tu liczne gatunki roślin objętych ochroną gatunkową lub zagrożonych:
- miłek letni (Adonis aestivalis)
- orlik pospolity (Aquilegia vulgaris)
- zawilec wielkokwiatowy (Anemone sylvestris)
- kopytnik pospolity (Asarum europaeum)
- aster gawędka (Aster amellus)
- dzwonek syberyjski (Campanula sibirica)
- dziewięćsił bezłodygowy (Carlina acaulis)
- centuria pospolita (Centaurium erythraea)
- buławnik wielkokwiatowy (Cephalanthera damasonium)
- konwalia majowa (Convallaria majalis)
- wawrzynek wilczełyko (Daphne mezereum)
- kruszczyk szerokolistny (Epipactis helleborine)
- kruszyna pospolita (Frangula alnus)
- przylaszczka pospolita (Hepatica nobilis)
- lilia złotogłów (Lilium martagon)
- len włochaty (Linum hirsutum)
- listera jajowata (Listera ovata)
- miodownik melisowaty (Melittis melissophyllum)
- wilżyna ciernista (Ononis spinosa)
- storczyk kukawka (Orchis militaris)
- podkolan biały (Platanthera bifolia)
- kalina koralowa (Viburnum opulus)